# Shrawardine
Shrawardine – wieś w Anglii, w hrabstwie Shropshire, w dystrykcie (unitary authority) Shropshire, w civil parish Montford. Leży 11 km na zachód od miasta Shrewsbury i 234 km na północny zachód od Londynu. W 1931 roku civil parish liczyła 176 mieszkańców. Shrawardine jest wspomniana w Domesday Book (1086) jako Saleurdine.